# Paul Dahdah
Paul Dahdah OCD (ur. 8 stycznia 1941 w Zagharcie) – libański duchowny katolicki, wikariusz apostolski Bejrutu w latach 1999-2016.

## Życiorys
Święcenia kapłańskie otrzymał 17 kwietnia 1966 w zgromadzeniu Karmelitów Bosych.

## Episkopat
30 maja 1983 papież Jan Paweł II mianował go arcybiskupem Bagdadu w Iraku. Sakry biskupiej udzielił mu 21 sierpnia 1983 arcybiskup tytularny Vibo Luciano Angeloni. W dniu 30 lipca 1999 Jan Paweł II mianował go wikariuszem apostolskim Bejrutu z tytularną stolicą Arae in Numidia.